# Frugt, Sol og Sommer
Frugt, Sol og Sommer er en dansk oplysningsfilm fra 1938.

## Handling
Der findes private haver i alle afskygninger, og så findes der gartnerier og frugtplantager, som drives erhvervsmæssigt. I de danske plantager og gartnerier bruges årligt for over 1 mio. kroner kemikalier til bekæmpelse af skadedyr. Filmen viser dyrkning af frilandsjordbær og plukning af hindbær, kirsebær, blommer og vindruer, som dyrkes i drivhus. Senere på sommeren påbegyndes høsten af æbler og pærer. Frugten grovsorteres i plantagen (Holbæk Frugtplantage) og køres herfra til magasinerne, hvor de finsorteres. Nedfaldsfrugt køres til mosterierne. Her presses saften ud af frugten under tunge plader og fylder karrene. Herefter centrifugeres den og køres igennem rensemaskinerne. Sukker- og syreindhold tjekkes på laboratoriet. Ib Schønberg nyder frugt og saft i slutbilledet.